# Jigai
 (avril 2009).
Jigai (自害) est la forme de suicide rituel pratiqué essentiellement par les femmes, notamment les épouses et les filles des samouraïs. 

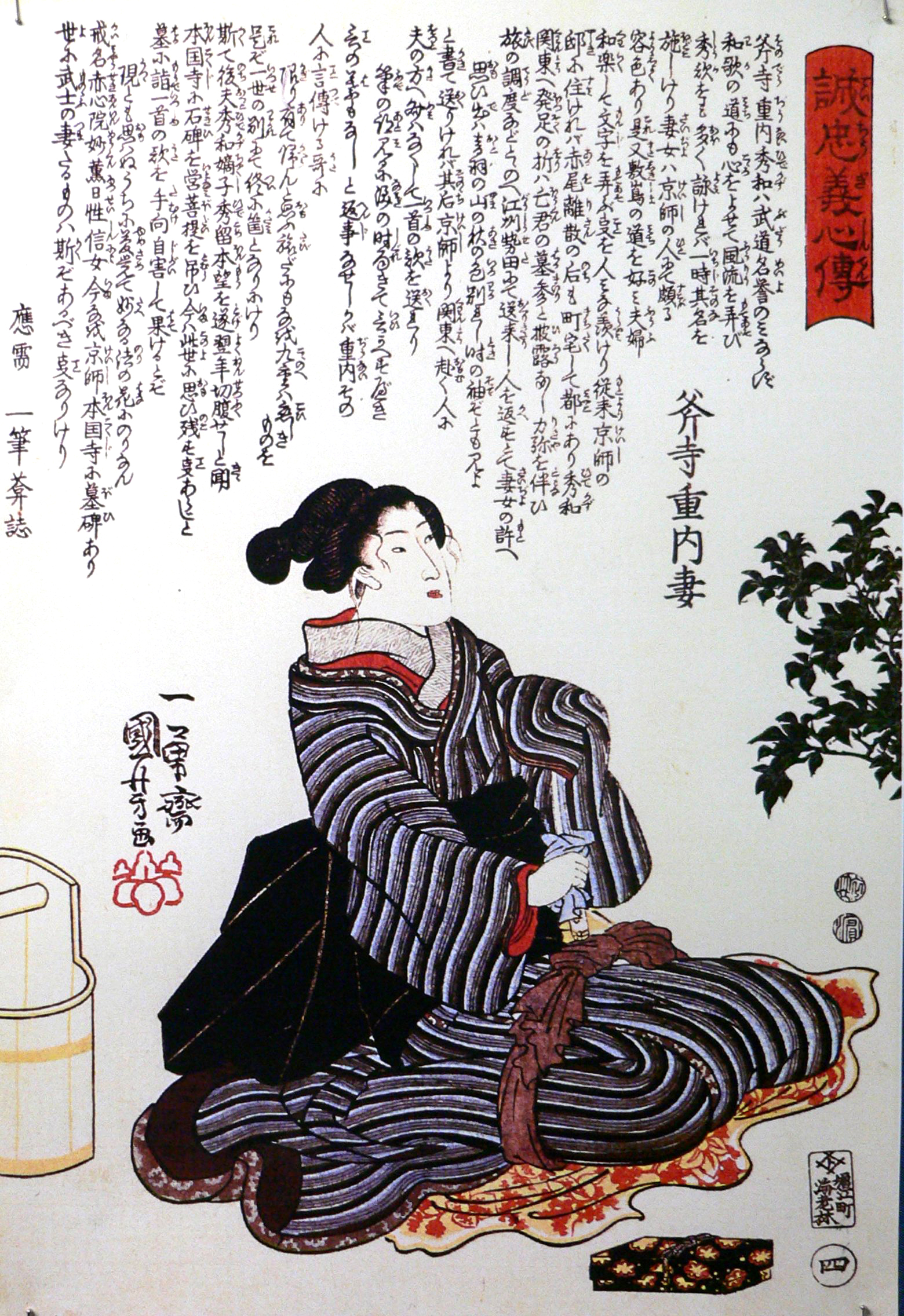
La femme d'Onodera Junai, l'un des 47 rōnin fidèles, se prépare au suicide pour accompagner son mari dans la mort : les jambes sont liées pour garder une position décente pendant l'agonie ; la mort est donnée par un coup de tanto ou de kaiken à la gorge. Estampe de Kuniyoshi de la série Seichu gishin den (« Histoires de cœurs fidèles »), 1848.

Le mot est devenu célèbre en Occident après qu'il eut été mal compris par Lafcadio Hearn (1923) comme l'équivalent féminin du seppuku (forme rituelle de suicide masculin ),.

## Description
Lors de la période féodale, « n'ayant pas le droit de se faire seppuku à la manière des hommes, elles se tranchaient la gorge avec un poignard, après s'être entravé les jambes afin de garder dans la mort une attitude décente. »
Les rites cérémoniaux n’étaient pas les mêmes que pour les hommes. Contrairement au seppuku, le suicide féminin pouvait se pratiquer seul. La section de la veine jugulaire ou l'artère carotide, entraînait une mort rapide. Le petit poignard utilisé était un tanto ou plutôt un kaiken, plus petit, que la femme portait toujours sur elle. Cette pratique était normalement réservée aux femmes nobles et de samouraïs. Un jeune garçon qui n'a pas passé son genpuku pouvait aussi pratiquer le jigai.
Cette forme de suicide ne s'effectuait que dans certaines situations :
- en période de guerre, afin de préserver son honneur, avant l'arrivée des ennemis et en cas de défaite imminente ;
- une épouse de samouraï était sous l'entière responsabilité de son époux, et non pas de son seigneur. Si son mari venait à mourir, elle pratiquait le jigai en guise de loyauté, afin de le rejoindre dans l'autre monde ;
- parfois les servantes travaillant chez les familles nobles se donnaient la mort par jigai, à la suite de cruelles intrigues ou en signe de loyauté envers leur maîtresse ;
- dans les temps anciens, il était de coutume que les femmes d'officiers condamnés à mort les précèdent en pratiquant le jigai ;
- chez les femmes de samouraïs, en guise de protestation morale contre un mari dont le comportement serait intolérable.

Un des derniers fameux exemples de jigai est celui de la femme du général Nogi Maresuke, Nogi Shizuko, qui s'est suicidée de cette façon avec son mari qui lui s'est fait seppuku à la mort de l'empereur Meiji en 1912,.